# Maurus Servius Honoratus
Maurus Servius Honoratus, ibland bara Servius, var en latinsk grammatiker och lärare under 300-talet och 400-talet. Han verkade under övergångsperioden mellan antiken och tidig medeltid. Han är framförallt känd för sina kommentarer till Vergilius Aeneiden. Dessa kommentarer är de enda manuskripten med kommentarer till Aeneiden som bevarats från antiken. Han verkade bland annat i Aelius Donatus spår, men dennes kommentarer har gått förlorade. Med hjälp av Servius kommentarer har Aelius Donatus kommentarer delvis kunnat rekonstrueras.